# バック・トゥ・ザ・フューチャーシリーズ

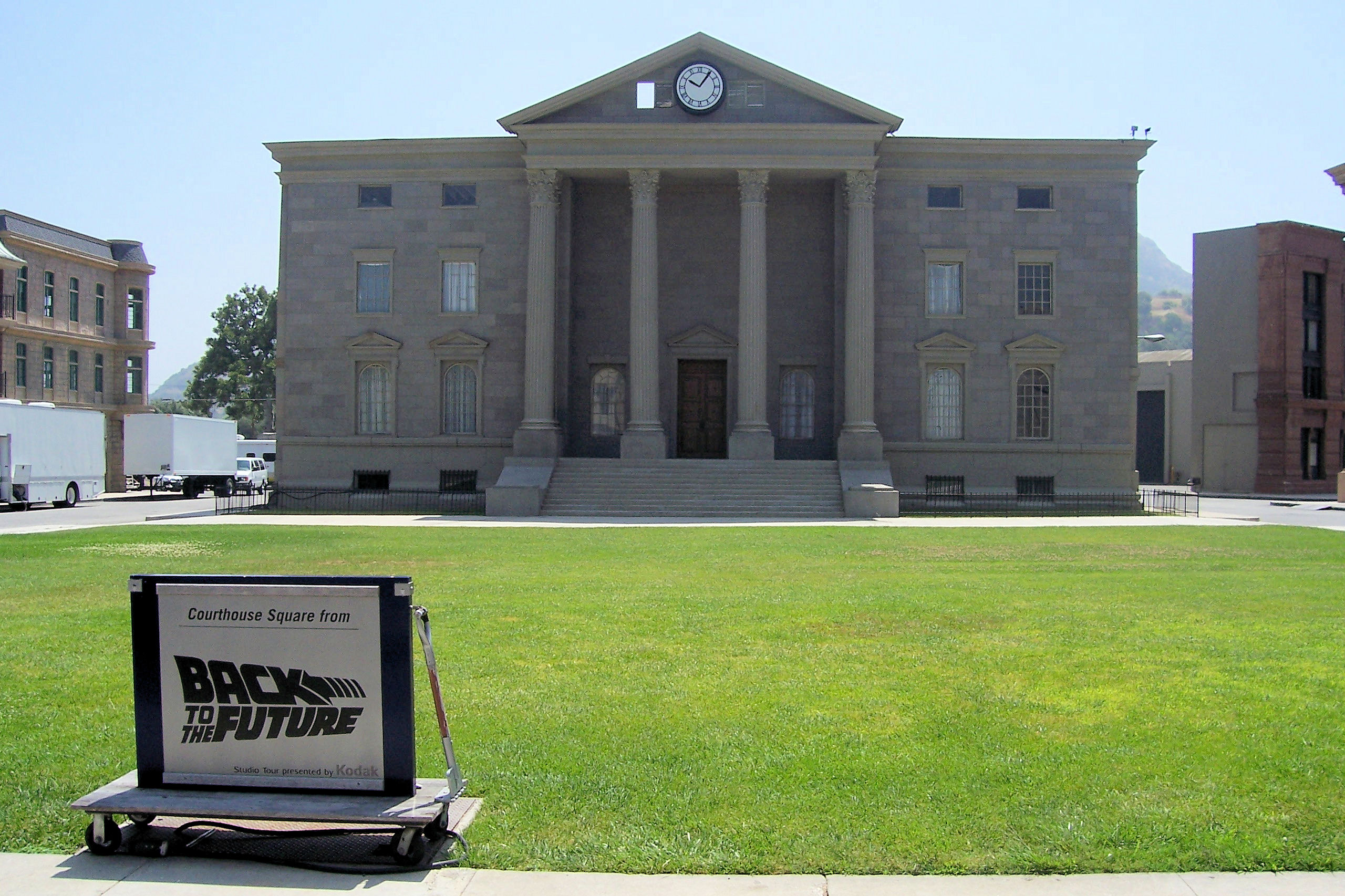
映画の舞台となるヒルバレーの時計台広場は、コートハウス・スクエアとして知られる野外撮影所で撮影された

バック・トゥ・ザ・フューチャーシリーズは、『バック・トゥ・ザ・フューチャー』を第1作とする映画シリーズ。
本稿では、派生作品であるアニメ作品やゲーム作品についても取り扱う。

## 概要
1985年のカリフォルニア州の架空の都市・ヒルバレーに住む高校生マーティ・マクフライが、親友でもある科学者エメット・ブラウン（通称ドク）が発明したデロリアン改造のタイムマシンで過去・未来へと飛び、そこで巻き起こる騒動を描いたものである。1985年に第1作『バック・トゥ・ザ・フューチャー』が製作され、合計3作が製作されたことから、バック・トゥ・ザ・フューチャー・トリロジーとも呼ばれ､映画の三部作の代表例にあげられることがある。
本作の大ヒットにより、主演のマーティ役を演じたマイケル・J・フォックスはハリウッドスターの仲間入りを果たした。また、タイムマシンのベースとなったデロリアンは当時生産終了かつ同名の製造会社も解散していたが、本作の大ヒットにより一躍知名度を上げ、別会社で実車の再生産も行われるようになった。
第1作の公開から30年以上経つ現在も歴史改変SFの中では高い知名度を誇っており、今なおグッズの発売やパロディでの使用が多いほか、アラン・シルヴェストリ作曲のテーマ曲も様々な場面で使用されている。

## 作品

### 映画
- 『バック・トゥ・ザ・フューチャー』1985年
- 『バック・トゥ・ザ・フューチャー PART2』1989年
- 『バック・トゥ・ザ・フューチャー PART3』1990年

### 小説
シリーズ3作品の翻訳小説。1のみ50ページほど厚く、映画版にないエピソードが多い。また、冒頭の部分など映画版との相違もある。
- ジョージ・ガイプ 著、山田順子 訳『バック・トゥ・ザ・フューチャー』新潮社、1985年。ISBN 978-4102208021。
- クレイグ・S. ガードナー 著、山田順子 訳『バック・トゥ・ザ・フューチャー2』新潮社、1989年。ISBN 978-4102208021。
- クレイグ・S. ガードナー 著、山田順子 訳『バック・トゥ・ザ・フューチャー3』新潮社、1990年。ISBN 978-4102208021。

シリーズ1作目の翻訳ではない児童小説。
- 近江屋一朗、岩本ゼロゴ（イラスト）『バック・トゥ・ザ・フューチャー』ポプラ社、2021年。ISBN 978-4-591-17072-4。

### ゲームブック
- 安田均、TTG、原案：R・ゼメキス／B・ゲイル『バック・トゥ・ザ・フューチャー』東京創元社／創元推理文庫（スーパーアドベンチャーゲーム）、1985年。ISBN 978-4488902018。

選択肢によっては、映画本編とは違うストーリー展開となり、「時計台の落雷にタイミングを合わせる事が出来ず、1985年に戻るのに失敗する」「マーティがロレインと一夜を共にしてしまい、1985年に戻ると長男であるはずのデイブが「兄さん」と呼ぶ、マーティの子供であり兄でもある見知らぬ謎の男性がいる」などのバッドエンドが存在する。
また、マーティが1955年のドクにデロリアンの機能を証明しようとドクをデロリアンに無理矢理乗車させようとしたり、デロリアンで町を走り人々に目撃され警官に不信がられ刑務所に拘留された時などに、マーティの回りの時間が突然止まりマーティだけが動いているときに女性（または男性）の時間監視員が現れマーティの行動を戒めその直前の時間に戻すという展開もある。

### アニメ
『Back to the Future: The Animated Series』。映画第3作の続編。1991年から1992年にかけてCBSでテレビアニメ版が、2シーズン（全26話）放送された。パート3以降の設定でマーティ、ドク、クララ、ドクとクララの息子であるジュールとベルヌ、マーティの恋人であるジェニファー、そして犬のアインシュタインがデロリアンと蒸気機関車のタイムマシンに乗って活躍する。
物語の導入部とラストには、クリストファー・ロイド演じる実写のドクが登場する。導入部では主に話の舞台となる場所や時代の解説、ラストでは子供が家庭でもできる簡単な科学実験コーナー、そして導入部から続くオチが展開される内容となっており、視聴者である子供が科学や歴史に興味を持つような工夫がなされている。
マーティなどの声はそれぞれ別人が担当しているが、クララとビフの声は、映画版と同様にそれぞれメアリー・スティーンバージェンとトーマス・F・ウィルソンが担当している。

### ゲーム
バック トゥ・ザ フューチャー
映画第1作の名前と一部の設定を借りただけのゲーム。1986年にMSX1、PC-8800用をポニーから発売。
バック トゥ・ザ フューチャー™ アドベンチャー
映画第1作のエピソードと画像を取り入れたアドベンチャーゲーム。1986年にMSX2、PC-8800、FM-7<FD>用をポニーから発売。
Back to the Future
1989年に海外メーカーのLJNよりNESで発売（日本未発売）。一応映画をベースとした設定ではあるが意味不明な脚色が多く、ゲーム内容はほとんど映画とは関連性がなくなっている。脚本を務めたボブ・ゲイルが「最悪の出来。ファンは買ってはならない」と公言した。
Back to the Future Part II & III
1990年に続編として2と3のタイトルを合わせて海外メーカーのLJNよりNESで発売（日本未発売）。設定は前作よりは幾分映画に沿ったものとなっているが、依然として意味不明な脚色が多くゲーム内容自体はほとんど映画とは関連性がない。
Back to the Future Part III
1991年にGENESIS（海外版メガドライブ）にて海外のみ発売。
スーパー・バック・トゥ・ザ・フューチャー2
1993年に東芝EMIよりスーパーファミコンで発売（海外版は未発売）。タイトル通りに映画の第2作をベースとした、オーソドックスな面クリア型のアクションゲーム。キャラクターは全て2～3頭身にコミカルにデザインされており、可愛らしい姿のマーティがホバーボードに乗り、敵やボスであるビフを倒して進んでいく。何故かキャラクターがカメラ目線。
タイトルの頭に「スーパー」とあるのは、当時の日本国内のスーパーファミコン用のソフトに多く見られたタイトルの慣例に習ったものと思われる。最後に「2」とあるのは『キングコング2』のゲーム作品『キングコング2 怒りのメガトンパンチ』・『キングコング2 甦る伝説』（共に発売元はコナミ）と同様に元の題材が映画の『2』なためであり、スーパーファミコン（およびSNES）では本映画シリーズの第1作を題材とした『1』は存在しない。
Back to the Future： The Game
Telltale Gamesより、インターネット配信の形式で販売。全編フルCG、フルボイスで物語が展開し、マーティを操作してアクションや会話を行うことで進行する、アドベンチャー形式のゲーム。全部で5つのエピソードで構成されており、2010年12月にエピソード1が、2011年2月から毎月のペースで順次エピソードが配信されている。
ストーリーは映画版の脚本を担当したボブ・ゲイルが監修しており、PART3のラストシーンから半年以上が経過した、1986年5月14日から物語が始まる。登場人物のうち、エメット・ブラウン博士の声は映画版同様クリストファー・ロイドが、マーティのガールフレンド、ジェニファー・パーカーの声は、PART1でジェニファーを演じたクローディア・ウェルズがそれぞれ担当、30周年記念バージョンではビフを始めとするタネン一族の声も映画版同様トーマス・F・ウィルソンが担当している。マーティの声は別人が担当しているが、Episode5では映画版マーティ役のマイケル・J・フォックスがマーティの祖先ウィリアムと未来から来た壮年のマーティの声でゲスト出演している。
これまで発売されてきたゲーム版の中では、もっとも映画と関連性の高い内容となっている。物語はPART3までの流れから繋がっており、映画で起きた出来事はそのままゲーム内の世界にも持ち越されている。
Windows版およびMac版は2011年6月23日、iPad版は2011年7月21日（2013年3月6日のアプリアップデートでiPhoneにも対応）、PS3（PSN）版（北米版のみ、ヨーロッパ版は配信日未発表）は2011年7月26日に、最終エピソードであるエピソード5まで配信された（日付はすべて現地時間）。2015年10月にはテクスチャ解像度等のクオリティを上げた30周年記念バージョンがPlayStation 4、Xbox One、Xbox 360から発売された。日本国内からでも購入可能であるが、日本語未対応。

### コミック
映画『バック・トゥ・ザ・フューチャー』シリーズの過去やその後を描いたコミック作品。一部は宝島社より、日本語版が発行されている。
- 『バック・トゥ・ザ・フューチャー アントールド・テイルズ (このマンガがすごい!Comics)』宝島社、2017年2月。ISBN 978-4800267436。
- 『バック・トゥ・ザ・フューチャー コンティニュアム・コナンドラム (このマンガがすごい!Comics)』宝島社、2017年5月。ISBN 978-4800272980。
- 『バック・トゥ・ザ・フューチャー シチズン・ブラウン (このマンガがすごい!Comics)』宝島社、2018年3月。ISBN 978-4800282514。

### パチスロ
『バック・トゥ・ザ・フューチャーα』。映画シリーズをモチーフとしたパチスロ。2007年に「バック・トゥ・ザ・フューチャーα」という名称でタイヨーのパチスロが稼動していた。デフォルメされたキャラをはじめ、声優もテレビ吹き替え版やDVD版の吹き替えとはまったく異なる。

### パチンコ
CRバック・トゥ・ザ・フューチャーが2003年に奥村遊機から。CRバックトゥザフューチャーが2008年5月にサミーより発売。こちらはマーティ・マクフライ役の声優に日曜洋画劇場版の三ツ矢雄二を起用。07年の方ではビフ・タネン役に玄田哲章を起用している。それ以外は独自キャスト。
声優（サミー版）
- マーティ・マクフライ - 三ツ矢雄二
- ビフ・タネン、グリフ・タネン - 玄田哲章
- エメット・ブラウン博士 - 穂積隆信
- ジョージ・マクフライ - 高木渉
- ロレイン・ベインズ・マクフライ - 西村ちなみ
- ジェニファー・パーカー - 井上喜久子

### アトラクション
ユニバーサル・スタジオ・ジャパンのアトラクションとして登場。

## タイムトラベルの経路
映画で描かれているデロリアンによるタイムトラベルは以下の通りである。
|    | 出発 時間                    | 目的 時間                    | 搭乗者                                                                                  | 過去の変更点・備考 |
| -- | ---------------------------- | ---------------------------- | --------------------------------------------------------------------------------------- | --- |
| 0  | 1985年 10月26日 午前1時20分  | 1985年 10月26日 午前1時21分  | - アインシュタイン                                                                      | デロリアンの初のタイムトラベル。 |
| 1  | 1985年 10月26日 午前1時35分  | 1955年 11月5日 午前6時00分   | - マーティ・マクフライ                                                                  | マーティは逃げるためにデロリアンを運転していただけで過去へ行くつもりはなかった。 - TWIN PINES MALL（二本松商店街）→LONE PINE MALL（一本松商店街） - マーティ・マクフライの家族の性格の変化。ビフ・タネンとジョージの力関係が逆転。 - ドクの死亡の回避。                                                              |
| 2  | 1955年 11月12日 午後10時04分 | 1985年 10月26日 午前1時24分  | - マーティ・マクフライ                                                                  | ドクの協力で現在へ帰還する。 雷の電気を取り込めるように改造。 |
| 3  | 1985年 10月26日 未明         | 2015年 日時不明              | - エメット・ブラウン - アインシュタイン                                                 | デロリアンが21世紀の技術で改造される（飛行能力の追加と次元転移装置のエネルギー源の変更）。 DVDのコメンタリーによると、ドクが来たこの時代はマーティ家の不幸から数日後であり、マーティJrが逮捕された件を調べていたとき、マーティの未来（車で事故を起こし…）を図らずも知ることとなる。                                  |
| 4  | 2015年 日時不明              | 1985年 10月26日 午前         | - エメット・ブラウン                                                                    | - ジェニファーとビフがデロリアンを目撃。 |
| 5  | 1985年 10月26日 午前         | 2015年 10月21日 午後4時      | - エメット・ブラウン - マーティ・マクフライ - ジェニファー・パーカー                    | （未来への旅なのだが ドクが事件後の未来を知るため）変更有り。 - マーティJrの逮捕（マーティ家の不幸の原因）の回避。 - ジェニファーが未来の自分に出会う。 - ビフ・タネンがデロリアンのタイムスリップを目撃。 - ビフがデロリアンの秘密を知る。                                                                          |
| 6  | 2015年 10月21日 午後         | 1955年 11月12日 午前6時      | - ビフ・タネン                                                                          | - 過去のビフにスポーツ年鑑を渡したことで様々な変化が生じる。 |
| 7  | 1955年 11月12日 午後6時38分  | 2015年 10月21日 午後         | - ビフ・タネン                                                                          | ビフの歩む人生が1955年以降大幅に変化したことで、老ビフは未来に戻ってきた直後、苦しみながらデロリアンから降車している。なお、DVDボックス等に収録されている未公開シーンでは、そこから更に消えるような演出が残されている。                                                                                              |
| 8  | 2015年 10月21日 午後7時28分  | 1985年 10月26日 午後9時00分  | - エメット・ブラウン - マーティ・マクフライ - ジェニファー・パーカー - アインシュタイン | （この世界の未来を知ってはいないため）変更無し。 |
| 9  | 1985年 10月27日 午前2時42分  | 1955年 11月12日 午前6時00分  | - エメット・ブラウン - マーティ・マクフライ                                             | この頃から、タイムサーキットの目的時表示に不具合が認められるようになる。 - ビフ・タネンからスポーツ年鑑を奪取し、ビフが年鑑を手に入れたことによる変化を取り消す。 |
| 10 | 1955年 11月12日 午後9時44分  | 1885年 1月1日 午前0時00分    | - エメット・ブラウン                                                                    | 落雷による予期しないタイムトラベル。過電流によりタイム回路・飛行回路が故障し、ドクは修理を試みたが、1885年の技術では修理が不可能であったため断念した。 - ショナシュ峡谷、クララ・クレイトンが谷へ落ちなかったため、クレイトン峡谷の名にならずショナシュ峡谷のままとなる。 - 1955年にいるマーティに宛てた手紙を残す。 |
|    | 1885年 9月1日                | 1955年 11月13日              |                                                                                         | ドクの手により廃鉱で70年程眠っていた。 部品の一部を1955年の物（真空管など）に換装。 |
| 11 | 1955年 11月16日 午前10時??分 | 1885年 9月2日 午前8時00分    | - マーティ・マクフライ                                                                  | このタイムトラベルの直後、燃料タンクが破損し燃料が漏れたため自走が不可能になった。 - ドクの死亡回避。 - ショナシュ峡谷、クリント・イーストウッド（を名乗るマーティ）がビュフォード・タネンを懲らしめた功績を讃え、イーストウッド峡谷に名が変わる。                                                                   |
| 12 | 1885年 9月7日 午前9時00分    | 1985年 10月27日 午前11時00分 | - マーティ・マクフライ                                                                  | 車輪を軌道式に改造し、蒸気機関車で押してもらうことでタイムトラベルに必要な速度に到達させた。 デロリアンはこの後ディーゼル機関車に破壊され、その旅を終える。 |

過去の変更点について
未来へのタイムトラベルが直接の原因となって歴史が改変される事はない。しかしタイムトラベルを行った者自身が密接に関わる事柄についての未来を知った場合、自身の意思によってその後の運命を変える事は可能である。一方で、過去へのタイムスリップは些細な事故で意図せず歴史が改変されてしまう事も多く、時には明確な目的のもとに歴史改変を試みる場合もある。PART1に見られるように、タイムトラベルを行った者自らの出生理由などに関わるときは、その存在が消滅してしまう危険性もある。
ここでは、（未来へ戻るなどして）一通り事が終わってからのことを記載しているため、1955年にマーティが滞在中に消えそうになり、その歴史を修正したことなどは記載していない。
また過去に来た時点では歴史の変化を認識する事は出来ず、未来の事象を記録・反映したもの（写真や新聞記事など）を見なければ、自身の行いが未来にどう影響したのかを確かめる事は出来ない。

## 時代の変化
上記の過去の変更とは別に、その時代に対するジェネレーションギャップや時代の移り変わりの速さも見ることができる。
シリーズを通しての共通の舞台となるヒルバレーの時計台などはその典型的な例と言え、デロリアンとともに旅の象徴とも言える存在である。

## シリーズ内でよくみかけるシーン
パート1・2・3に登場するそっくりさん
物語は1885～2015年の計130年にわたりヒルバレーという一地域でタイムトラベルを繰り返している。先祖代々ヒルバレーに住んでいる住民もおり、先祖と子孫である、という設定で多くのキャストが一人二人～複数役で登場している。特にマクフライ一族とタネン一族の男はそれぞれ一人の役者が演じている（マーティの父親のジョージと兄のデイヴィッドを除く）。
乗り物に轢かれそうになるマーティ
パート1の1955年とパート2の2015年では自動車。パート2の1985年A（時空の歪みが生んだもう一つの1985年）ではバイク。パート3の1885年では馬車。
乗り物に牽引されるマーティ
パート1では登校の手段として、パート2ではグリフ一味との逃走劇の際に着陸してきた車に、パート3ではビュフォードの乗る馬に引きずられた。
時代ごとのヒルバレー紹介
初めてヒルバレーに訪れたとき、映像が全体にパンしてマーティ視点で町紹介がある。
マーティが気絶して、しばらくベッドで横になった後で母（未改変の1985年にいる母と思い込んでいる）に起こされる
パート1では結婚前の若き日の母、パート2ではビフと再婚させられて豊胸手術を受けさせられた厚化粧の母、パート3では母によく似た先祖（玄祖母）。いずれも、起きる直前までは母の声と勘違いしているが、母（または母似の別人）の言葉を聞いて飛び起き、本人を見て驚愕する。パート1では「あなたは1955年に戻ったのよ」「1955年だって！？」、パート2では「私の27階なら安心よ」「27階だって！？」、パート3では「このマクフライ農場なら安全だから」「マクフライ農場だって！？」。
カフェで「マクフライ!!」と怒鳴るタネン一族
1ではジョージに対してビフが（自分の事かと思ってマーティも振り返る）、2ではマーティに対して老人ビフが（マーティJr.と勘違いして）、3ではビュフォードがマーティに対して（シェイマスと勘違いして）。
マーティの奇襲
マーティがビフ一族に対して「あっちを見ろ！」「あれは何だ？」など他の方角に注意を促して攻撃をしかける。1では55年のビフに対して。2では2015年のグリフ、富豪になった1985年のビフ、1955年でビフの部下など。3ではビュフォードに対しフリスビー・パイの皿（フリスビーの原型）を投げ銃の軌道を変えることに成功。ただし、グリフは相手の攻撃を察知する装置を左手首につけていた為、マーティのパンチを防ぐことができたが、直後に金的を思いっきり蹴り飛ばされている。
マーティとドクの掛け合い
危機的状況に対して、ドクが「Great Scott!（なんたることだ）」と言うのに対して、マーティが「This is Heavy（ヘビーだ）」と返すのが、3作を通して定例化している。ただしパート3では、一度だけ双方の台詞が逆転する場面がある。
マーティと妙なファッション
パート1では1985年の服装（ダウンベスト）を幾度と無く救命胴衣と勘違いされ、ついには「沿岸警備隊員です」と開き直る。パート2ではドクに「目立たない服にしろ」と言われているにもかかわらず、見るからに怪しい服装（黒の革ジャンと中折れ帽とサングラス）をし、パート3では当時のものとは異なる1955年の派手な西部劇風のファッションを1955年のドクに着せられ、バーの客に「サーカスが来たとは知らなかった」と笑われる。その後、ドク(現代)から「何処の馬鹿がそんなの着せたんだ?」と突っ込まれる。
序盤でのタネンからの逃走劇
カフェあるいは酒場の前の通りにて、タネンを怒らせたマーティが各時代の乗り物をスケートボードの代用品にして逃走を計り、同様に各時代の乗り物でこれを追うタネン一族という一幕。1では子供が乗っていたキックボードから舵取り部分を外して使用し、2では子供が乗っていたホバーボードからやはり取っ手を取り外して使用した。1、2では最終的にマーティが相手を出し抜き、タネン一味が自滅する。3ではスケートボードに代わる物がなかった為、あっさりと投げ縄で捕まってしまい時計台に吊るされてしまうが、ドクによって窮地を救われる。
タネン一族と「Jones」家の肥料
1ではビフと3人の子分達が愛車に乗ってマーティを追い詰めるが、逃げ切ったマーティに目を奪われ、すぐ前に止まっていた「D. Jones」の肥料運搬トラックに追突し、肥料まみれとなる。2ではスポーツ年鑑を取り戻したマーティをビフが愛車で追いかけるが、上空から現れたデロリアンに目を奪われ、すぐ前を走っていた「D. Jones」のトラックに再び追突し、肥料まみれとなる。3ではビュフォードが決闘でマーティのパンチを喰らい、肥料が積まれた「A. Jones」の荷車に倒れ込む。肥料まみれになるたびに、「I hate manure.（オレはこいつが大嫌いなんだ）」と言う。
ストリックランド一族とタネン一族の関係
1、2の1955年では教師と生徒、1885年では荒くれ者と保安官と言う立場の違いで、ストリックランドが終始威圧的にタネンに接する。3の未収録映像ではストリックランドが射殺されるシーンが存在する（その為、最後の逮捕現場にいない）。
未来の変化を予め撮った写真の変化によって表現
1ではマーティの兄弟が写っている写真、2では本来マーティJrが逮捕された時の新聞の写真と85年のジョージとドクの新聞記事（とビフの店のマッチ箱）、3では55年で撮ったドクの墓の写真。
挑発に乗るマーティ
2以降はマーティの短所として重要な要素となる。特に「腰抜け（Chicken/Yellow/Coward）」という言葉には敏感。
タネン一族の子分は必ず3人
パート1に登場する55年の3人は、パート2のビフによって改変された85年にも年をとって登場。グリフの手下のみ女性が1人いる。
マーティはどの時代のカフェでも、結局注文した飲み物を飲めていない
パート1では、ルーのカフェのブラックコーヒー（「砂糖が入ってないやつ」と注文したら出された）。パート2では、カフェ80'sのペプシ・パーフェクト。パート3では、パレス・サルーンのウイスキー（飲み物を注文したら出された）。いずれもタネン一族にからまれて、飲む機会を失っている。
マーティはどの時代のカフェでも、注文する前に必ず店主に小言を言われる
パート2で出てきたカフェ80'sのみ全自動なので、機械に小言を言われる。
模型での作戦会議
タイムマシンが一部分壊れたため、1,3ともにマーティとドクが模型を使ってタイムスリップの作戦を練る。また、ドクは模型の出来について詫びるが、マーティが「よく出来てるよ」とフォローするのもお決まりとなっている。
また、作戦会議の直後に必ず女性（1では1955年のロレイン、3ではクララ）が訪れ、マーティとドクが慌ててデロリアンを隠している。
2は故障の描写がないため模型は作らないが、ドクが黒板を使い、歪んでしまった時間の流れについて説明するシーンがある。
いつもギリギリ
1では発信合図がなる直前にスターターの調子が狂い、2ではビフに追い詰められるまでドクが助けに来られず、3ではドクが目覚めるのがギリギリの時間。3の際にマーティが楽屋ネタらしく「何でいつもギリギリなんだ！！」とぼやく。

## PART4制作およびリメイクの噂
PART3公開時のパンフレットによると、きっぱりとNOと答え、「マーティたち主人公にはもうプライベートの時間を与えてもいいんじゃないかな。」とロバート・ゼメキスがコメントしている。
2006年、「『バック・トゥ・ザ・フューチャー』シリーズ最新作」が制作されるとの情報が雑誌に掲載された。しかしその後、続編の制作自体が公式に否定された。なおマイケル・J・フォックスはPART3撮影時の'90年初頭にパーキンソン病を発症、その後は俳優活動を抑えており、復帰できるか定かではない。
また、同じ時期にシリーズのリメイクの噂も出ており、この時のマーティ役で最有力とされていたのが、奇しくも「バック・トゥ・ザ・フューチャー PART2
」でデビューしたイライジャ・ウッドであった。
なお、 2010年12月よりネット配信の形態で販売されているゲーム「Back to the Future: The Game」では、PART3の後日談が描かれている。このゲームのシナリオは映画の脚本家であるボブ・ゲイル監修によるものである。
ロバート・ゼメキス監督によると、ユニバーサル映画との間に「ロバート・ゼメキスあるいはボブ・ゲイルの同意がないと、映画はリメイクできない」という契約が存在するらしい。ゼメキス監督は「映画はほぼ完璧だった」と考えており、今後再び同シリーズの製作を考えることはないだろう。
マイケル・J・フォックスは「ボブと僕が亡くならないかぎり、実現はありえない。その時が来たらリメイクされるだろう。僕にとっては腹立たしいことだ。いい映画であれば、特にね。"『市民ケーン』をリメイクしよう。誰がケーンを演じる？"と言うようなものだよ。なんて愚かで狂ったことだろうか。誰がそんなことするんだ？」と語っている。

## ユニバーサル・スタジオのアトラクション

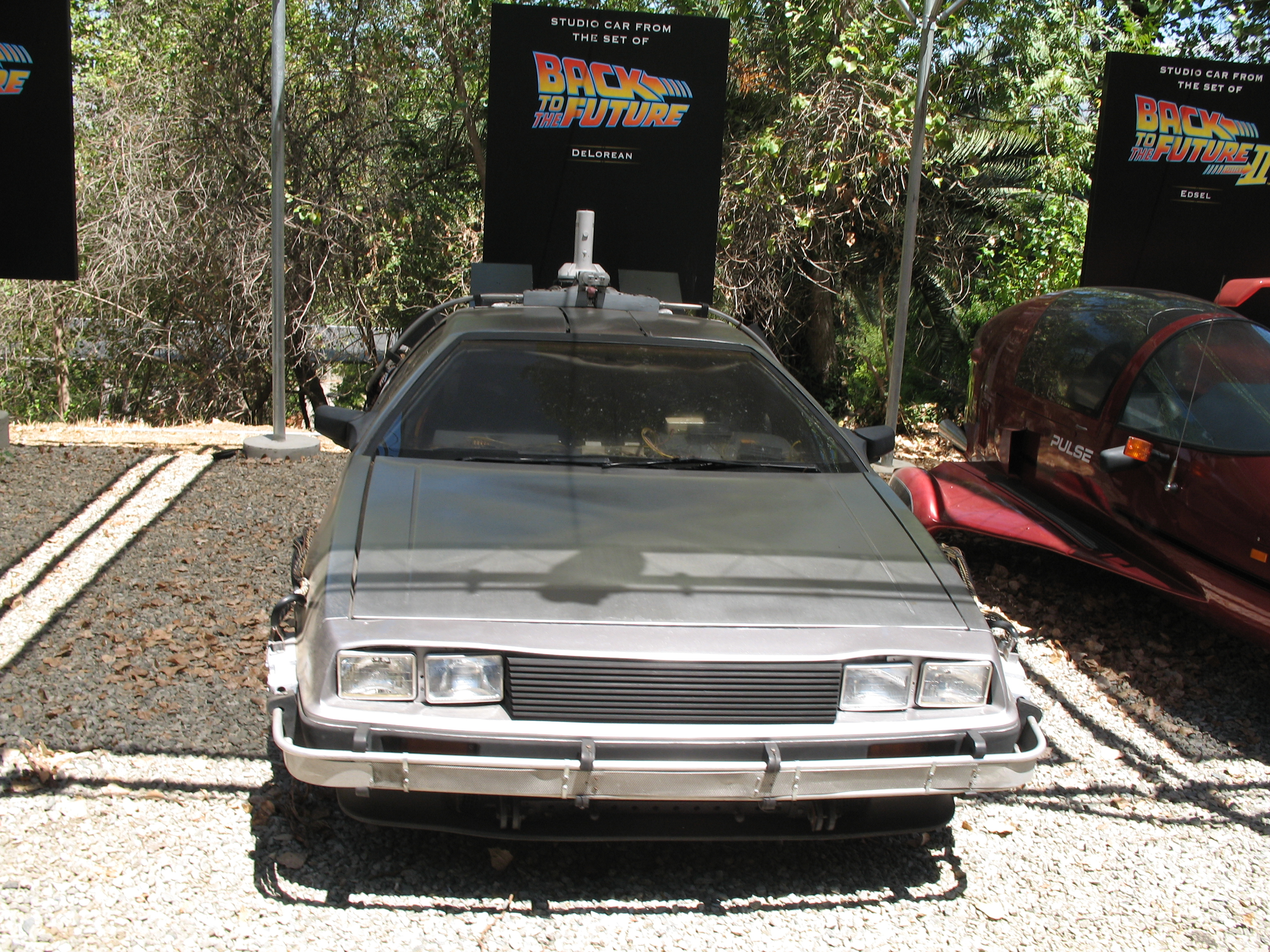
ユニバーサル・スタジオ・ハリウッドで展示されているタイムマシン仕様のデロリアン・DMC-12

各ユニバーサル・スタジオ・テーマパークには、映画をもとにした「バック・トゥ・ザ・フューチャー・ザ・ライド」というアトラクションが存在したが、本国アメリカのユニバーサル・スタジオでは2007年限りで営業を終了しており、日本でも2016年5月31日をもちクローズし、アトラクションが世界中でクローズした。
このアトラクションにはマーティは登場しないが、クリストファーがドクを、トーマスがビフを約1年ぶりに演じている。

## その他
- 2007年に放送されたマイクロソフトのCMにBTTFを捩ったものがあり、クリストファー・ロイドが再びドク役をつとめていた。また、おなじみのパターンや、映画版と少し異なるデロリアンが登場している。
- 公開されてから30年後にあたる年、2015年にロンドンでミュージカル化。ロンドン出身のジェイミー・ロイドが監督を務める。
- Part2にて未来の舞台となる実際の2015年10月21日、アメリカのABCテレビで放映されているトーク・ライブ番組『JIMMY Kimmel LIVE!』（ハリウッドにあるエル・キャピタン劇場で収録されている）にて、マイケル・Ｊ・フォックスとクリストファー・ロイドがそれぞれマーティとドクに扮し、デロリアンに乗って登場した。過去からタイムスリップしてきた設定でマーティとドクとのやりとり後は、マイケル本人として通常のトークショーを行った。

## パロディなど
- トラベリングリンカーン（TBS） - 『リンカーン』内でパロディした。
- バック・トゥ・ザ・デイズ（青森テレビ） - タイムマシーンで青森テレビの歴史を振り返る番組であるが、当作品と似ている点が多い。
- バック・トゥ・ザ・カルチャー（フジテレビ） - 第28回新春かくし芸大会（1991年1月1日放送）で白組の出し物として放送された、沢田研二主演のパロディ。主人公の沢田が、近藤真彦演じる友人が発明したタイムマシン[注 9]で「もしビートルズのジョン・レノンが殺されなかったら、世界の音楽シーンは変わっていたはず」と考えジョン・レノンの殺害の前日に日時を設定するも不調を起こしグループ・サウンズ全盛の1967年7月へとタイムスリップし、そこで伝説的イベント「ウエスタンカーニバル」の千秋楽を無事開催できるようにする為に翻弄する。その後、改めて1980年12月8日に設定しアメリカ・ニューヨークのダコタ・ハウスに向かい射殺を阻止しようとするも交通渋滞によって結局間に合わず、「歴史は変えられないのか…」と呟きながら現代へ戻る[注 10]という内容。
- 『オレたちひょうきん族』（フジテレビ） - 「タケちゃんマン7」でパロディした。デロリアンを耕耘機に変えている。
- ウッチャンナンチャンのやるならやらねば!（フジテレビ） - 「ナン魔くん」内でパロディした。
- バック・トゥ・ザ・戦隊・フューチャーズ（WOWOW） - 『がんばれ!TEAM NACS』でパロディした。ドクレッド（森崎博之）、ドクブルー（大泉洋）、ドクピンク（戸次重幸）の戦隊ヒーローが、バフン男（安田顕）と女帝デロリアン（吉田羊）の悪役キャラクターを倒すという内容。監督・脚本は音尾琢真。
- サマータイムマシン・ブルース - ヨーロッパ企画による日本を舞台にした本作のパロディ演劇。時間移動が昨日と今日だけという作品。